# Igrometria
L'igrometria è la parte della fisica applicata che si occupa della misura della quantità di vapore acqueo contenuto negli aeriformi, questa costituisce l'umidità o lo stato igrometrico dell'aeriforme che la contiene. È particolarmente importante nel campo della meteorologia e nel condizionamento dell'aria civile e industriale. 

## Descrizione
Si definisce umidità assoluta il peso in grammi del vapor d'acqua contenuto in un metro cubo di aeriforme; si definisce invece umidità relativa il rapporto tra il vapore esistente in un dato volume di aeriforme e quello che vi sarebbe se questo fosse saturo - alla temperatura considerata.
La determinazione dello stato igrometrico avviene per mezzo di strumenti denominati igrometri o psicrometri i quali permettono la misura sfruttando vari principi fisici o chimici. Per la misura dell'umidità assoluta per esempio è possibile utilizzare l'igrometro chimico, questo consiste generalmente in una serie di tubi contenenti una sostanza igroscopica per esempio cloruro di calcio attraverso i quali si fa passere l'aeriforme; la misura viene derivata dalla differenza di peso in un dato tempo. Per la misura dell'umidità relativa per esempio è possibile utilizzare l'igrometro a condensazione nel quale l'aeriforme viene raffreddato e la misura deriva dalla differenza di temperatura e dalla quantità di acqua condensata raccolta oppure l'igrometro a capello nel quale la misura deriva dalla misura del dilatamento di un corpo assorbente. Lo psicrometro misura l'umidità relativa invece misurando le variazioni di temperatura di un materiale sensibile - raffreddato - a causa dell'esposizione al vapore acqueo contenuto nell'aeriforme. Naturalmente esistono sensori e conseguentemente strumentazioni elettroniche molto sofisticate che funzionano con questi principi.